# Aptitud

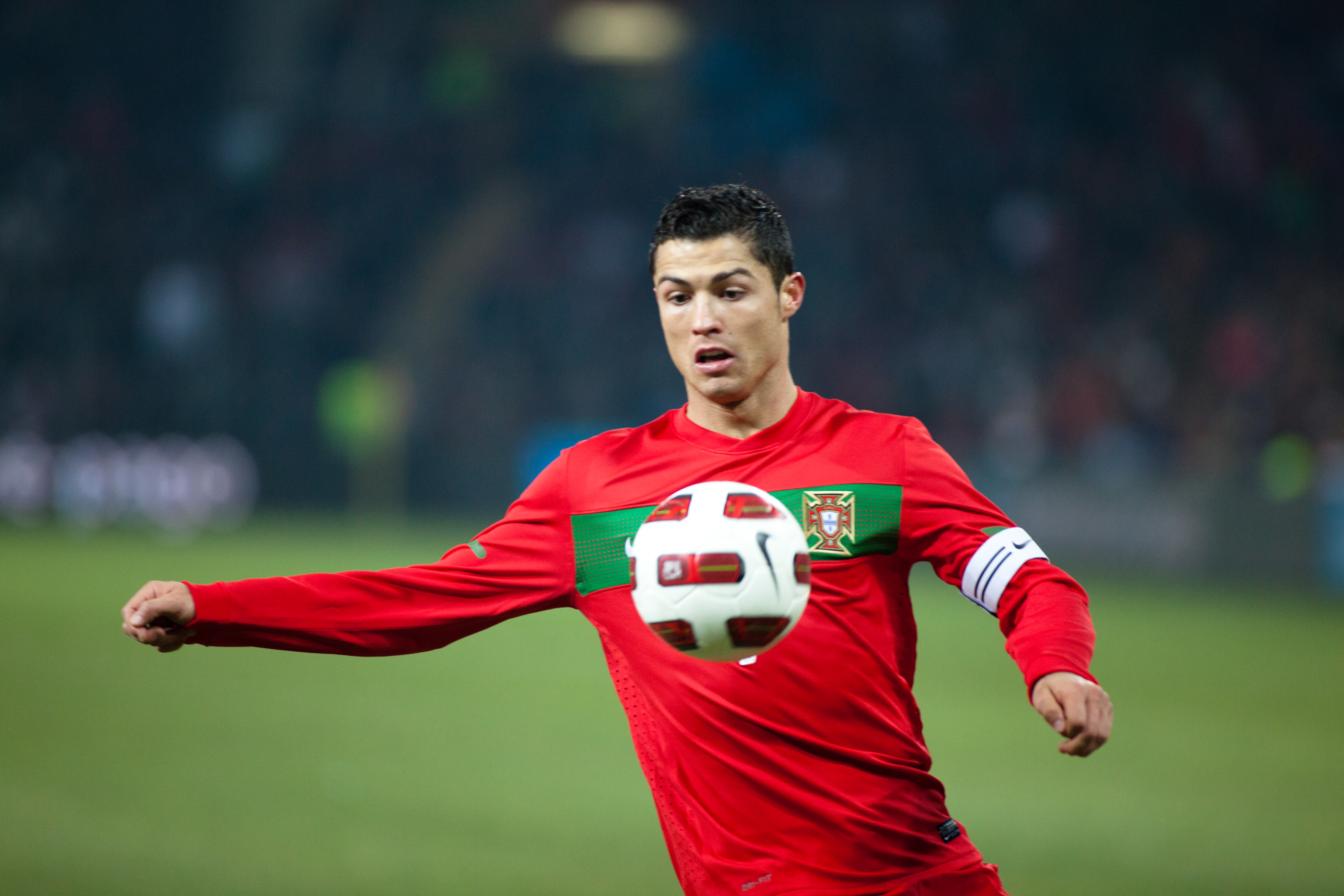
CR7 mostrando su buena aptitud futbolística en un partido de fútbol con la selección de Portugal.

En psicología y ciencias afines, se denomina aptitud (del latín: aptus) a las condiciones de una persona para el desarrollo de una tarea. En el ámbito vulgar, aptitud, destreza, habilidad y competencia se utilizan indistintamente, puesto que son términos relacionados, pero no son lo mismo. Todos ellos hacen referencia a la capacidad de una persona de realizar una tarea, pero tienen diferentes significados específicos.
«Habilidad» es la capacidad de ejecutar una acción o tarea de forma correcta mientras que se habla de «destreza» si se consigue realizarla con éxito. En cambio, «competencia» es cuando se desarrolla una habilidad para resolver una actividad compleja.
El conjunto de todas las habilidades, destrezas y competencias conforman la inteligencia humana.

## Aptitudes e inteligencia
Las aptitudes están relacionadas con una amplia variedad de capacidades competenciales, todas ellas relacionadas con las diversas habilidades lógico-matemáticas. 
- Razonamiento lógico. Relacionada con la inteligencia lógico-matemática.
- Razonamiento abstracto. Relacionada con la inteligencia lógico-matemática.
- Comprensión verbal y expresión escrita. Relacionada con la inteligencia lingüística.
- Razonamiento espacial. Relacionada con la inteligencia espacial.
- Concentración mental. Relacionada con la inteligencia emocional.
- Destreza manual y coordinación viso-manual. Relacionada con la inteligencia corporal-cinestésica.
- Memoria.
- Inventiva-originalidad-relación con el medio.
- Capacidad analítica. Relacionada con la inteligencia lógico-matemática.
- Capacidad de síntesis. Relacionada con la inteligencia lógico-matemática.
- Razonamiento físico-mecánico. Relacionada con la inteligencia espacial.
- Capacidad de observación. Relacionada con la inteligencia espacial.
- Atención distribuida.
- Habilidad corporal. Relacionada con la inteligencia corporal-cinestésica.
- Habilidad musical. Relacionada con la inteligencia musical.
- Inferencia. Relacionada con la inteligencia lógico-matemática.
- Razonamiento inductivo. Relacionada con la inteligencia lógico-matemática.
- Razonamiento deductivo. Relacionada con la inteligencia lógico-matemática.

## Tipos de aptitud (psicología)
- Abstracta o científica: para entender principios y teorías que no están inscritos en la naturaleza.
- Espacial: para manejar espacios, dimensiones, geometría.
- Numérica: para comprender y desarrollar mecanizaciones numéricas.
- Verbal: para comprender palabras, oraciones, textos y relaciones entre los mismos.
- Mecánica: para comprender la transmisión de movimientos y sus disfunciones.
- Artística-plástica: habilidad para desarrollar formas, aplicar colores y apreciar formas estéticas.
- Musical: capacidad para relacionar y memorizar notas musicales, generar arreglos y crear música.
- Social: para comprender e interactuar con otra persona.
- Coordinación viso-motriz: habilidad para movimientos finos y coordinación de ojo-mano.
- Ejecutiva: capacidad para planificar y dirigir grupos de trabajo.
- Organización: habilidad para clasificar, ordenar y sistematizar una fuente de información.
- Persuasiva: para argumentar, convencer, ordenar y sistematizar una fuente de información.